# Coppa Davis Junior
La Coppa Davis Junior è la massima competizione mondiale a squadre del tennis under-16 maschile. Riservata a squadre nazionali, è organizzata dalla Federazione Internazionale Tennis e ha cadenza annuale, disputata con la formula dell'eliminazione diretta.

## Storia
La competizione, ad imitare la Coppa Davis in ambito juniores, è stata creata nel 1985 con il nome di World Youth Cup e con Nec quale sponsor principale tra il 1988 e il 2001, dall'anno successivo ha cambiato denominazione e sponsor passando a Junior Davis Cup by BNP Paribas.
Alla prima edizione con la finale giocata a Kōbe hanno partecipato quarantaquattro nazioni alle qualificazioni per la finale, nel 2011 si è arrivati a centocinque nazioni diverse a competere per il titolo.
Le nazioni ad aver vinto il maggior numero di edizioni sono l'Australia e la Spagna a pari merito con sei titoli, la prima è riuscita infatti a conquistare le prime tre edizioni oltre a quelle del 2000, 2007 e 2009, gli iberici hanno vinto nel 1991, 1998, 2002, 2004, 2013 e 2018.

## Albo d'oro
| Anno | Vincitore                                        | Finalista                                        | Punteggio                                        | Luogo                                            | Note                                             |
| ---- | ------------------------------------------------ | ------------------------------------------------ | ------------------------------------------------ | ------------------------------------------------ | ------------------------------------------------ |
| 1985 | Australia                                        | Stati Uniti                                      | 2-1                                              | Kōbe                                             | [ 3 ]                                            |
| 1986 | Australia                                        | Stati Uniti                                      | 2-1                                              | Tokyo                                            | [ 4 ]                                            |
| 1987 | Australia                                        | Paesi Bassi                                      | 3-0                                              | Friburgo in Brisgovia                            | [ 5 ]                                            |
| 1988 | Cecoslovacchia                                   | Stati Uniti                                      | 2-1                                              | Perth                                            | [ 6 ]                                            |
| 1989 | Germania                                         | Cecoslovacchia                                   | 2-1                                              | Asunción                                         | [ 7 ]                                            |
| 1990 | Unione Sovietica                                 | Australia                                        | 2-1                                              | Rotterdam                                        | [ 8 ]                                            |
| 1991 | Spagna                                           | Cecoslovacchia                                   | 2-1                                              | Barcellona                                       | [ 9 ]                                            |
| 1992 | Francia                                          | Germania                                         | 2-1                                              | Castelldefels                                    | [ 10 ]                                           |
| 1993 | Francia                                          | Nuova Zelanda                                    | 2-1                                              | Wellington                                       | [ 11 ]                                           |
| 1994 | Paesi Bassi                                      | Austria                                          | 2-1                                              | Tucson                                           | [ 12 ]                                           |
| 1995 | Germania                                         | Rep. Ceca                                        | 2-1                                              | Essen                                            | [ 13 ]                                           |
| 1996 | Francia                                          | Australia                                        | 2-1                                              | Zurigo                                           | [ 14 ]                                           |
| 1997 | Repubblica Ceca                                  | Venezuela                                        | 2-0                                              | Vancouver                                        | [ 15 ]                                           |
| 1998 | Spagna                                           | Croazia                                          | 2-1                                              | Cuneo                                            | [ 16 ]                                           |
| 1999 | Stati Uniti                                      | Croazia                                          | 2-0                                              | Perth                                            | [ 17 ]                                           |
| 2000 | Australia                                        | Stati Uniti                                      | 2-0                                              | Hiroshima                                        | [ 18 ]                                           |
| 2001 | Cile                                             | Germania                                         | 3-0                                              | Santiago del Cile                                | [ 19 ]                                           |
| 2002 | Spagna                                           | Stati Uniti                                      | 3-0                                              | La Baule                                         | [ 20 ]                                           |
| 2003 | Germania                                         | Francia                                          | 2-1                                              | Essen                                            | [ 21 ]                                           |
| 2004 | Spagna                                           | Repubblica Ceca                                  | 2-1                                              | Barcellona                                       | [ 22 ]                                           |
| 2005 | Francia                                          | Repubblica Ceca                                  | 2-1                                              | Barcellona                                       | [ 23 ]                                           |
| 2006 | Paesi Bassi                                      | Russia                                           | 2-1                                              | Barcellona                                       | [ 24 ]                                           |
| 2007 | Australia                                        | Argentina                                        | 2-0                                              | Reggio Emilia                                    | [ 25 ]                                           |
| 2008 | Stati Uniti                                      | Argentina                                        | 2-0                                              | San Luis Potosí                                  | [ 26 ]                                           |
| 2009 | Australia                                        | Regno Unito                                      | 2-1                                              | San Luis Potosí                                  | [ 27 ]                                           |
| 2010 | Giappone                                         | Canada                                           | 2-0                                              | San Luis Potosí                                  | [ 28 ]                                           |
| 2011 | Regno Unito                                      | Italia                                           | 2-0                                              | San Luis Potosí                                  | [ 29 ]                                           |
| 2012 | Italia                                           | Australia                                        | 2-1                                              | Barcellona                                       | [ 30 ]                                           |
| 2013 | Spagna                                           | Corea del Sud                                    | 2-1                                              | San Luis                                         | [ 31 ]                                           |
| 2014 | Stati Uniti                                      | Corea del Sud                                    | 3-0                                              | San Luis                                         | [ 32 ]                                           |
| 2015 | Canada                                           | Germania                                         | 2-1                                              | Madrid                                           | [ 33 ]                                           |
| 2016 | Russia                                           | Canada                                           | 2-1                                              | Budapest                                         | [ 34 ]                                           |
| 2017 | Repubblica Ceca                                  | Stati Uniti                                      | 2-0                                              | Budapest                                         | [ 35 ]                                           |
| 2018 | Spagna                                           | Francia                                          | 2-1                                              | Budapest                                         | [ 36 ]                                           |
| 2019 | Giappone                                         | Stati Uniti                                      | 2-1                                              | Orlando                                          | [ 37 ]                                           |
| 2020 | Non disputata a causa della pandemia di COVID-19 | Non disputata a causa della pandemia di COVID-19 | Non disputata a causa della pandemia di COVID-19 | Non disputata a causa della pandemia di COVID-19 | Non disputata a causa della pandemia di COVID-19 |
| 2021 | Russia                                           | Francia                                          | 2-0                                              | Adalia                                           | [ 38 ]                                           |
| 2022 | Brasile                                          | Stati Uniti                                      | 2-0                                              | Adalia                                           | [ 39 ]                                           |
| 2023 | Repubblica Ceca                                  | Italia                                           | 2-1                                              | Cordova                                          | [ 40 ]                                           |
| 2024 | Stati Uniti                                      | Romania                                          | 2-0                                              | Adalia                                           | [ 41 ]                                           |